# División del Norte, San Bernardo
División del Norte är en ort i Mexiko.   Den ligger i kommunen San Bernardo och delstaten Durango, i den centrala delen av landet, 1 000 km nordväst om huvudstaden Mexico City. División del Norte ligger 2 090 meter över havet och antalet invånare är 114.
Terrängen runt División del Norte är huvudsakligen kuperad. División del Norte ligger nere i en dal.  Trakten runt División del Norte är nära nog obefolkad, med mindre än två invånare per kvadratkilometer. División del Norte är det största samhället i trakten. Omgivningarna runt División del Norte är i huvudsak ett öppet busklandskap.